# 羊睪丸

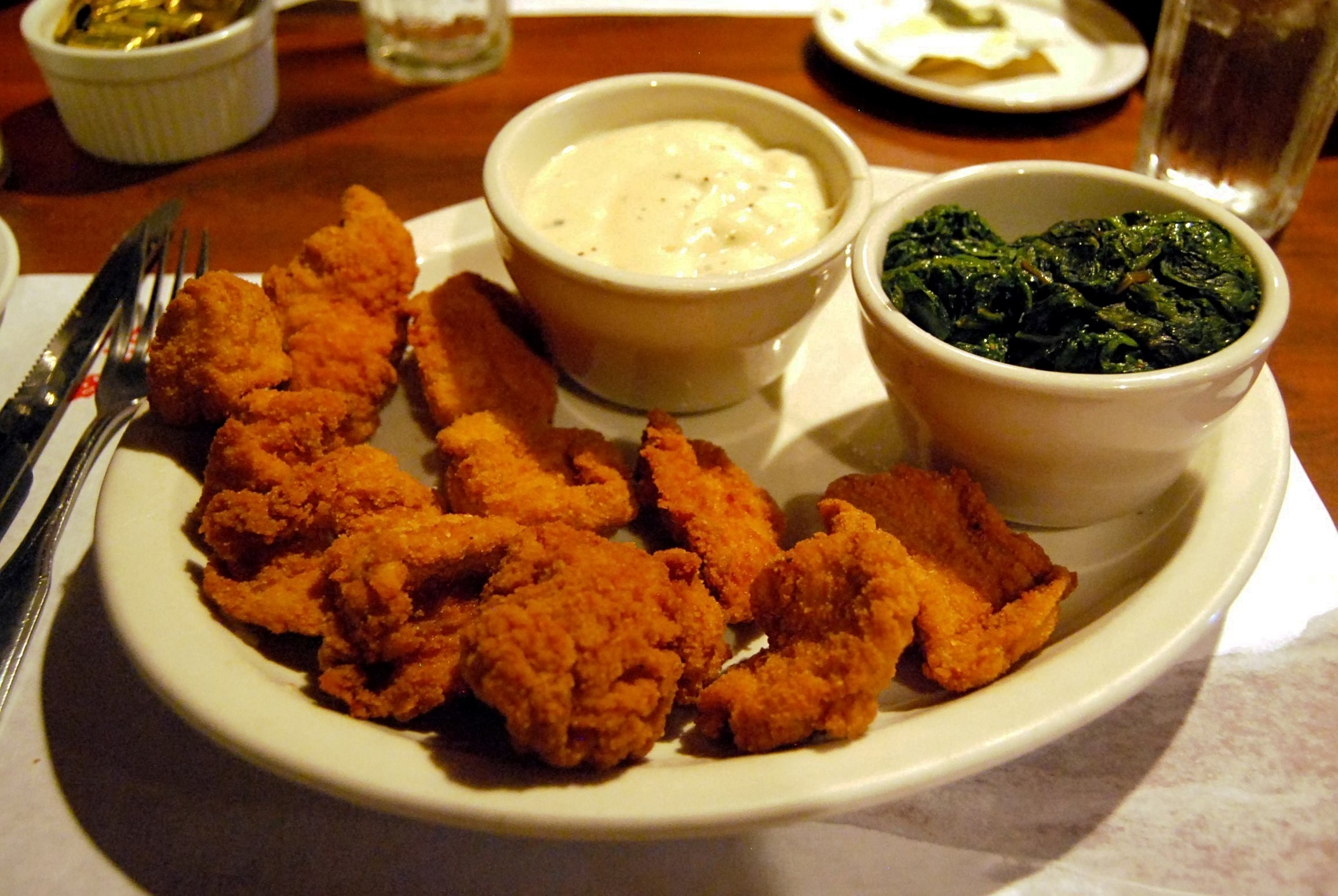
一盘羊肉薯条

羊睪丸是指綿羊的睾丸，可供人類食用。羊睪丸一般切成两半，之後再將其煮熟並且拌上調味品。 有些人還會在羊睪丸上裹上面包屑後再油炸。意大利、 巴斯克、中国、 高加、波斯、 和土耳其等地有羊睪丸這道菜。 